# La vida en el campo
La vida en el campo es un óleo sobre lienzo pintado por los artistas flamencos Jan Brueghel el viejo y Joos de Momper. Fue pintado entre 1620 y 1622. El cuadro se conserva en el Museo del Prado de Madrid (España).

## Descripción
Esta pintura se considera hoy una colaboración entre Jan Brueghel el Viejo y Joos de Momper. Este último habría pintado el paisaje, el primero las figuras, como es habitual en los cuadros considerados como colaboraciones de ambos.
Los grandes árboles del centro dividen la composición en dos y son "el contrapunto vertical a la perspectiva horizontal que se proyecta en la distancia". La pintura muestra la influencia de Brueghel el Viejo sobre su propio hijo y de Momper de muchos aspectos. En particular, la elección escénica y la representación de figuras.